# تالپا نتورک

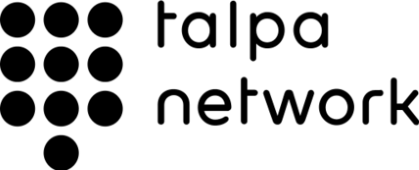
لوگوی تالپا نت ورک

تالپا نتورک (انگلیسی: Talpa Network) شرکت رسانه‌ای هلندی است.